# Ariwara no Shigeharu
Ariwara no Shigeharu (jap. 在原滋春 Ariwara no Shigeharu;  lata życia nieznane) – drugi syn Ariwary no Narihiry, brat Ariwary no Muneyany. Japoński poeta i dworzanin, tworzący w okresie Heian. Sześć poematów jego autorstwa zamieszczonych zostało w Kokin wakashū, cesarskiej antologii poezji powstałej w okresie Heian (kompilacja antologii nakazana została w 905 r.).
Przypisuje się mu (wspólnie z cesarzem Kazanem) autorstwo zbioru opowieści i poematów waka Yamato monogatari, jednakże zarówno autorstwo, jak i czas powstania owego zbioru są niepewne.